# Feminnem
A Feminnem egy horvát együttes, amely Horvátországot képviselte az Oslóban rendezett 2010-es Eurovíziós Dalfesztiválen a Lako je sve (magyarul Minden egyszerű) című horvát nyelvű dallal. A második elődöntőben 33 pontot szerezve a tizenharmadik helyen végeztek, így nem sikerült a döntőbe jutniuk.
A 2005-ös Eurovíziós Dalfesztivál bosnyák színekben induló csapata is a Feminnem volt, ahol a Call Me (magyarul Hívj fel) című angol nyelvű dallal indultak. Alanyi jogú résztvevői voltak ebben az évben a döntőnek, mivel a 2004-es bosnyák induló – Deen – 9. helyen végzett Isztambulban. A Feminnem a 14-ként zárt 79 ponttal, így nem sikerült Bosznia-Hercegovinát a következő évben alapból bejuttatniuk a döntőbe.
Az együttes neve a tagok – Neda Parmać, Pamela Ramljak és Nika Antolos – nemére vonatkozik.